# Acrobrycon
Acrobrycon Eigenmann e Pearson, 1924 è un genere di pesci ossei d'acqua dolce appartenente alla famiglia Characidae.

## Distribuzione e habitat
Il genere è endemico dell'America Meridionale tropicale. L'areale è perlopiù limitato alle regioni occidentali dell'Amazzonia più vicine alle Ande.

## Descrizione
L'aspetto generale è quello dei caracidi della sottofamiglia Stevardiinae, i quali sono determinabili principalmente dalla disposizione dei denti mascellari ed altri particolari anatomici non facilmente rilevabili in vivo. La forma generale del corpo dei membri del genere Acrobrycon è slanciata e la maggiore altezza del corpo è raggiunta appena più avanti della pinna dorsale. Il muso è arrotondato. Nei maschi maturi sono presenti uncini sulle pinne ventrali, anale e caudale.

## Biologia
Poco nota. A. ipanquianus presenta fecondazione interna.

## Tassonomia

### Specie
Il genere ha 3 specie
- Acrobrycon ipanquianus
- Acrobrycon ortii
- Acrobrycon starnesi